# Sant Martí Vell
Sant Martí Vell – gmina w Hiszpanii, w prowincji Girona, w Katalonii, o powierzchni 16,77 km². W 2011 roku gmina liczyła 266 mieszkańców.